# HMS M33
Pour les autres navires du même nom, voir HMS Minerva.
Le HMS M33 est un monitor, de la classe M29 (en) de la Royal Navy. Il a été fabriqué en 1915, pendant la campagne de construction intensive qui succéda au déclenchement de la Première Guerre mondiale.

## Conception
Avec son faible tirant d'eau et ses deux canons de 6 pouces, le HMS M33 était conçu pour des opérations de bombardements côtiers. Sous les ordres du lieutenant commander Q. B. Preston-Thomas, sa première mission fut le soutien du débarquement des troupes britanniques à Suvla pendant la bataille des Dardanelles en août 1915. Il patrouilla pendant quatre mois le long de ces côtes. Il fut ensuite employé dans divers escadrons en Méditerranée et participa notamment à une crise opposant les forces franco-anglaises à la flotte grecque en baie de Salamis le 1er septembre 1916.

## Service
Sous les ordres du lieutenant commander K. Mitchell, il navigua en mai 1919 pour Mourmansk afin d'aider au retrait des troupes Alliées. En juin 1919, il remonte la Dvina jusque Arkhangelsk pour aider au repli des Alliés et des Armées blanches repoussés par les Bolcheviks.
En 1920, le HMS M33 fut envoyé à Pembroke et reprit du service en 1924 en tant que bateau d'entraînement au mouillage de mines. Il fut rebaptisé à cette occasion HMS Minerva. Les utilisations que l'on en fit par la suite furent diverses. En 1946, il fut transformé en atelier et bureau flottant à Gosport et renommé Hulk C23.
Mis en vente en 1984, il trouve acquéreur en 1987 auprès du Hartlepool Ship Preservation Trust qui n'en restaurera que la cheminée. En 1990, il est racheté par le comté du Hampshire qui le restaure dans sa version de 1915. Le HMS M33 se trouve actuellement en cale sèche à Portsmouth, non loin du HMS Victory. Le HMS M33 est l'un des deux derniers navires de guerre britanniques subsistant de la Première Guerre mondiale.